# Itasca (Illinois)
Itasca is een plaats (village) in de Amerikaanse staat Illinois, en valt bestuurlijk gezien onder DuPage County.

## Demografie
Bij de volkstelling in 2000 werd het aantal inwoners vastgesteld op 8302. In 2006 is het aantal inwoners door het United States Census Bureau geschat op 8453, een stijging van 151 (1,8%).

## Geografie
Volgens het United States Census Bureau beslaat de plaats een oppervlakte van 12,9 km², waarvan 12,7 km² land en 0,2 km² water.

## Plaatsen in de nabije omgeving
De onderstaande figuur toont nabijgelegen plaatsen in een straal van 8 km rond Itasca.